# Tour de France 2003
Le Tour de France 2003 est la 90e édition du Tour de France cycliste. Il a eu lieu du 5 juillet au 27 juillet 2003 sur 20 étapes pour 3 426,5 km.
Ce Tour est sans vainqueur depuis le déclassement de l'Américain Lance Armstrong en octobre 2012. Tous ses résultats obtenus depuis le 1er août 1998 lui ont été retirés pour plusieurs infractions à la réglementation antidopage. Cette édition est la cinquième des sept consécutives qu'il aurait gagnées jusqu'en 2005.

## Généralités
- Lance Armstrong avait remporté son 5e Tour de France avant sa suspension pour dopage, ce qui lui permettait d'égaler le record établi par Jacques Anquetil, Eddy Merckx, Bernard Hinault et Miguel Indurain.
- Il s'agit du Tour du Centenaire avec une animation historique spéciale de la caravane.
- Richard Virenque remporte pour la 6e fois le classement du meilleur grimpeur, égalant Federico Bahamontes et Lucien Van Impe.
- Plusieurs chutes spectaculaires marquèrent l'épreuve :
  - Joseba Beloki, dans l'étape de Gap, fut contraint à l'abandon après avoir failli entraîner Armstrong, contraint à un exercice d'équilibriste dans un champ ;
  - Lance Armstrong, dans l'étape de Luz-Ardiden, frôla de trop près un jeune spectateur et chuta lourdement mais il fut attendu par le groupe de tête qu'il réussit même à attaquer ensuite ;
  - Jan Ullrich, n'ayant pas reconnu le parcours glissant du dernier contre-la-montre, chuta alors qu'il était en passe de gagner l'étape (toutefois les écarts à ce moment indiquaient que même sans cette chute, Armstrong aurait gagné le Tour).
- Avec 40,940 km/h de vitesse moyenne, Lance Armstrong bat le record de l'épreuve sous une chaleur accablante.
- Pour fêter le centenaire, les organisateurs font passer le Tour dans chacune des six villes étapes de la première édition (Paris, au départ et à l’arrivée, Lyon, Marseille, Toulouse, Bordeaux et Nantes). Un classement par points spécial, sans maillot distinctif, est établi en reprenant en compte les places aux arrivées de ces six étapes.
- À l'occasion de ce même centenaire, sont émis en juin 2003 par la Poste, dix timbres de 0,50 € de deux types différents, et de forme hexagonales sur le thème de la Grande Boucle.

## Participation
Un total de 22 équipes participent à cette édition du Tour de France. L'ensemble de ces équipes sont toutes issues de la première division mondiale, les Groupes Sportifs 1. On retrouve six équipes françaises, quatre équipes italiennes et quatre équipes espagnoles, trois allemandes, deux belges, et une danoise, une néerlandaise et une américaine. C'est la première participation pour l'équipe du Team Bianchi, alors que la Rabobank en est à sa vingtième participation et c'est la vingt-et-unième pour iBanesto.com.
| Groupes sportifs I (22)- US Postal Service-Berry Floor - ONCE-Eroski - Telekom - iBanesto.com - Rabobank - Saeco - Cofidis-Le Crédit par Téléphone - CSC - Fassa Bortolo - Fdjeux.com - Kelme-Costa Blanca - Quick Step-Davitamon - Crédit agricole - Team Bianchi - Lotto-Domo - AG2R Prévoyance - Vini Caldirola-Saunier Duval - Euskaltel-Euskadi - Brioches La Boulangère - Gerolsteiner - Alessio - Jean Delatour |
| |

## Déroulement de la course

### 6 - 11 juillet: une première semaine de sprinteurs
La première semaine s’écoule calmement avec des batailles entre sprinteurs dans les étapes de plaine et un contre la montre par équipe. Le prologue en plein cœur de Paris voit Bradley McGee s’illustrer ; il est le premier à porter le maillot jaune.
La première étape représente quand même un élément important de cette édition, en effet le peloton est victime d’une chute spectaculaire qui oblige Tyler Hamilton à continuer la compétition avec une clavicule cassée. L’Italien Alessandro Petacchi remporte l’étape de Meaux. Baden Cooke remporte la seconde à Sedan et Alessandro Petacchi les trois étapes en ligne suivantes au sprint à Saint-Dizier, Nevers et Lyon.
Côté français, Jean-Patrick Nazon porte le maillot jaune durant une journée, après la troisième étape, grâce aux bonifications.
L’US Postal propulse déjà Lance Armstrong sur le devant de la scène, en remportant le contre-la-montre par équipes de Saint-Dizier. Mais c’est le Colombien Víctor Hugo Peña qui est maillot jaune du Tour à la fin de la première semaine.

### 12 - 14 juillet: la bataille des Alpes
Les Alpes se profilent pour la deuxième semaine. Dès les premières montées c’est Richard Virenque qui se met en avant. Il fait coup double en signant une superbe victoire à Morzine et en endossant le maillot jaune par la même occasion.
Le lendemain, les coureurs ont rendez-vous avec L’Alpe d’Huez. C’est Iban Mayo qui signe une échappée solitaire. Lance Armstrong s’empare du maillot jaune.
L’étape suivante entre Le Bourg-d'Oisans et Gap propose le même schéma. Lance Armstrong est attaqué de toute part mais résiste. Finalement c’est le Kazakh Alexandre Vinokourov qui s’impose. Cette étape est marquée par la spectaculaire chute de Joseba Beloki dans la descente de la côte de la Rochette. L’Espagnol tombe lourdement devant Armstrong qui doit couper à travers champ pour éviter de tomber.
Entre la septième et la huitième étape, la majeure partie de l’équipe Fassa Bartolo doit abandonner, victime d'un virus.

### 15 - 18 juillet: le retour d’Ullrich
Entre les Alpes et les Pyrénées se profilent deux étapes de plaines et un contre-la-montre. Lance Armstrong montre d’inhabituels signes de fébrilité face à ses concurrents. Lui qui est un spécialiste du contre-la-montre est relégué par l’Allemand Jan Ullrich à plus d'1 min 36 s lors du contre-la-montre de Cap'Découverte. Avant les Pyrénées, les trois hommes de tête au classement général (Armstrong, Ullrich et Vinokourov) peuvent prétendre à la victoire finale.

### 19 - 23 juillet: les Pyrénées, de nombreux rebondissements
Jan Ullrich continue dès le début de la troisième semaine à mettre la pression sur l’Américain. Il réussit à grappiller quelques secondes lors de l’ascension du plateau de Bonascre pour revenir à 15 secondes d’Armstrong. L’Espagnol Carlos Sastre remporte l’étape.
Gilberto Simoni est l’auteur d’une superbe victoire lors de l’étape suivante à Loudenvielle. Le Kazakh Alexandre Vinokourov réussit à prendre 40 secondes à Armstrong pour revenir à 18 secondes seulement de l’Américain.
Armstrong est en difficulté mais, à Luz-Ardiden, malgré une chute dans la montée finale avec Iban Mayo, met tout le monde d’accord en signant une superbe victoire, rejettant Ullrich à plus de 40 secondes. Alexandre Vinokourov est le grand perdant du jour en perdant plus de 2 minutes sur l’Américain.
À Bayonne, c’est Tyler Hamilton qui remporte l’étape à la suite d’une échappée en solitaire.

### 24 - 27 juillet: derniers changements
Le contre-la-montre entre Pornic et Nantes s’annonce décisif. En prenant tous les risques lors de cette épreuve, Jan Ullrich chute sous la pluie et laisse Armstrong remporter son cinquième Tour. C’est David Millar qui s’affirme une nouvelle fois comme spécialiste du contre-la-montre en remportant l’étape.
À Paris, Jean-Patrick Nazon remporte l’étape des Champs-Élysées.
Lance Armstrong peut savourer son cinquième succès consécutif dans la Grande Boucle : le voilà membre du « club des Cinq », cinq coureurs à cinq victoires (Armstrong rejoint Jacques Anquetil, Eddy Merckx, Bernard Hinault et Miguel Indurain). Jan Ullrich et Alexandre Vinokourov complètent le podium du Tour 2003, le plus disputé de ces dernières années.

## Affaire de dopage
Le 12 juillet 2003, au cours de la 7e étape, le coureur espagnol Jesús Manzano est victime d'un malaise et est contraint à l'abandon. Le 25 mars 2004, il passe aux aveux, affirmant que ce malaise était dû au dopage.
Le 29 juillet 2003, le journal Marca révèle que l'Espagnol Javier Pascual Llorente a été contrôlé positif à l'EPO, à l'issue de la 12e étape du Tour. Le 14 novembre 2003, il est suspendu 18 mois par sa fédération.
Le 22 octobre 2012, l'UCI déchoit Lance Armstrong de sa victoire pour dopage, à la suite du rapport émis par l'Agence américaine antidopage.

## Étapes
Initialement vainqueur de ce Tour de France et d'une étape, Lance Armstrong a été déclassé en octobre 2012 pour plusieurs infractions à la réglementation antidopage. Ses victoires n'ont pas été attribuées à d'autres coureurs. Il a également porté le maillot jaune à l'issue de la onzième étape jusqu'à la fin de la course.
| Étape,    | Date       | Villes étapes                                    |                              | Distance (km)         | Vainqueur d’étape             | Leader du classement général |
| --------- | ---------- | ------------------------------------------------ | ---------------------------- | --------------------- | ----------------------------- | ---------------------------- |
| Prologue  | 5 juillet  | Paris - Tour Eiffel – Paris - Maison de la Radio | Contre-la-montre individuel  | 6,5                   | Bradley McGee                 | Bradley McGee                |
| 1re étape | 6 juillet  | Saint-Denis - Montgeron – Meaux                  | Étape de plaine              | 168                   | Alessandro Petacchi           | Bradley McGee                |
| 2e étape  | 7 juillet  | La Ferté-sous-Jouarre – Sedan                    | Étape de plaine              | 204,5                 | Baden Cooke                   | Bradley McGee                |
| 3e étape  | 8 juillet  | Charleville-Mézières – Saint-Dizier              | Étape de plaine              | 167,5                 | Alessandro Petacchi           | Jean-Patrick Nazon           |
| 4e étape  | 9 juillet  | Joinville – Saint-Dizier                         | Contre-la-montre par équipes | 69                    | US Postal Service-Berry Floor | Víctor Hugo Peña             |
| 5e étape  | 10 juillet | Troyes – Nevers                                  | Étape de plaine              | 196,5                 | Alessandro Petacchi           | Víctor Hugo Peña             |
| 6e étape  | 11 juillet | Nevers – Lyon                                    | Étape de plaine              | 230                   | Alessandro Petacchi           | Víctor Hugo Peña             |
| 7e étape  | 12 juillet | Lyon – Morzine - Avoriaz                         | Étape de montagne            | 230,5                 | Richard Virenque              | Richard Virenque             |
| 8e étape  | 13 juillet | Sallanches – L'Alpe d'Huez                       | Étape de montagne            | 219                   | Iban Mayo                     | Lance Armstrong              |
| 9e étape  | 14 juillet | Le Bourg-d'Oisans – Gap                          | Étape de montagne            | 184,5                 | Alexandre Vinokourov          | Lance Armstrong              |
| 10e étape | 15 juillet | Gap – Marseille                                  | Étape de plaine              | 219,5                 | Jakob Piil                    | Lance Armstrong              |
|           | 16 juillet | Narbonne                                         | Jour de repos                | Journée de repos no 1 | Journée de repos no 1         | Journée de repos no 1        |
| 11e étape | 17 juillet | Narbonne – Toulouse                              | Étape de plaine              | 153,5                 | Juan Antonio Flecha           | Lance Armstrong              |
| 12e étape | 18 juillet | Gaillac – Cap'Découverte                         | Contre-la-montre individuel  | 47                    | Jan Ullrich                   | Lance Armstrong              |
| 13e étape | 19 juillet | Toulouse – Ax 3 Domaines                         | Étape de montagne            | 197                   | Carlos Sastre                 | Lance Armstrong              |
| 14e étape | 20 juillet | Saint-Girons – Loudenvielle - Le Louron          | Étape de montagne            | 191,5                 | Gilberto Simoni               | Lance Armstrong              |
| 15e étape | 21 juillet | Bagnères-de-Bigorre – Luz-Ardiden                | Étape de montagne            | 159,5                 | Lance Armstrong               | Lance Armstrong              |
|           | 22 juillet | Pau                                              | Jour de repos                | Journée de repos no 2 | Journée de repos no 2         | Journée de repos no 2        |
| 16e étape | 23 juillet | Pau – Bayonne                                    | Étape de moyenne montagne    | 197,5                 | Tyler Hamilton                | Lance Armstrong              |
| 17e étape | 24 juillet | Dax – Bordeaux                                   | Étape de plaine              | 181                   | Servais Knaven                | Lance Armstrong              |
| 18e étape | 25 juillet | Bordeaux – Saint-Maixent-l’École                 | Étape de plaine              | 202,5                 | Pablo Lastras                 | Lance Armstrong              |
| 19e étape | 26 juillet | Pornic – Nantes                                  | Contre-la-montre individuel  | 49                    | David Millar                  | Lance Armstrong              |
| 20e étape | 27 juillet | Ville-d'Avray – Paris - Champs-Élysées           | Étape de plaine              | 152                   | Jean-Patrick Nazon            | Lance Armstrong              |

## Classements

### Classement général final
Lance Armstrong, initialement vainqueur de ce Tour, a parcouru les 3 426,5 km en 83 h 41 min 12 s, soit une moyenne de 40,956 km/h, établissant ainsi un nouveau record. Il était aussi troisième du Grand Prix de la montagne avec 168 points. Il est disqualifié en 2012 : les places laissées libres par sa disqualification sont laissées vacantes.
| Classement général | Classement général            | Classement général | Classement général              | Classement général |
|                    | Coureur                       | Pays               | Équipe                          | Temps              |
| ------------------ | ----------------------------- | ------------------ | ------------------------------- | ------------------ |
| 1er                | Lance Armstrong Place vacante | États-Unis —       | US Postal Service-Berry Floor — |                    |
| 2e                 | Jan Ullrich                   | Allemagne          | Bianchi                         | + 1 min 1 s        |
| 3e                 | Alexandre Vinokourov          | Kazakhstan         | Telekom                         | + 4 min 14 s       |
| 4e                 | Tyler Hamilton                | États-Unis         | CSC                             | + 6 min 17 s       |
| 5e                 | Haimar Zubeldia               | Espagne            | Euskaltel-Euskadi               | + 6 min 51 s       |
| 6e                 | Iban Mayo                     | Espagne            | Euskaltel-Euskadi               | + 7 min 6 s        |
| 7e                 | Ivan Basso                    | Italie             | Fassa Bortolo                   | + 10 min 12 s      |
| 8e                 | Christophe Moreau             | France             | Crédit Agricole                 | + 12 min 28 s      |
| 9e                 | Carlos Sastre                 | Espagne            | CSC                             | + 18 min 49 s      |
| 10e                | Francisco Mancebo             | Espagne            | iBanesto.com                    | + 19 min 15 s      |
| 11e                | Denis Menchov                 | Russie             | iBanesto.com                    | + 19 min 44 s      |
| 12e                | Georg Totschnig               | Autriche           | Gerolsteiner                    | + 21 min 32 s      |
| 13e                | Peter Luttenberger            | Autriche           | CSC                             | + 22 min 16 s      |
| 14e                | Manuel Beltrán                | Espagne            | US Postal Service-Berry Floor   | + 23 min 3 s       |
| 15e                | Massimiliano Lelli            | Italie             | Cofidis-Le Crédit par Téléphone | + 24 min 0 s       |
| 16e                | Richard Virenque              | France             | Quick Step-Davitamon            | + 25 min 31 s      |
| 17e                | Jörg Jaksche                  | Allemagne          | ONCE-Eroski                     | + 27 min 22 s      |
| 18e                | Roberto Laiseka               | Espagne            | Euskaltel-Euskadi               | + 29 min 15 s      |
| 19e                | José Luis Rubiera             | Espagne            | US Postal Service-Berry Floor   | + 29 min 37 s      |
| 20e                | Didier Rous                   | France             | Brioches La Boulangère          | + 30 min 14 s      |
| 21e                | Laurent Dufaux                | Suisse             | Alessio                         | + 33 min 17 s      |
| 22e                | David Plaza                   | Espagne            | Bianchi                         | + 45 min 55 s      |
| 23e                | Félix García Casas            | Espagne            | Bianchi                         | + 47 min 7 s       |
| 24e                | Alexandre Botcharov           | Russie             | AG2R Prévoyance                 | + 49 min 47 s      |
| 25e                | Daniele Nardello              | Italie             | Telekom                         | + 53 min 14 s      |
| modifier           |                               |                    |                                 |                    |

### Classements annexes finals
| Classement par points | Classement par points | Classement par points | Classement par points  | Classement par points |
| --------------------- | --------------------- | --------------------- | ---------------------- | --------------------- |
|                       | Coureur               | Pays                  | Équipe                 | Point(s)              |
| 1er                   | Baden Cooke           | Australie             | Fdjeux.com             | 216 points            |
| 2e                    | Robbie McEwen         | Australie             | Lotto-Domo             | 214 pts               |
| 3e                    | Erik Zabel            | Allemagne             | Telekom                | 188 pts               |
| 4e                    | Thor Hushovd          | Norvège               | Crédit Agricole        | 173 pts               |
| 5e                    | Luca Paolini          | Italie                | Quick Step-Davitamon   | 156 pts               |
| 6e                    | Jean-Patrick Nazon    | France                | Jean Delatour          | 154 pts               |
| 7e                    | Stuart O'Grady        | Australie             | Crédit Agricole        | 153 pts               |
| 8e                    | Fabrizio Guidi        | Italie                | Bianchi                | 122 pts               |
| 9e                    | Jan Ullrich           | Allemagne             | Bianchi                | 112 pts               |
| 10e                   | Damien Nazon          | France                | Brioches La Boulangère | 107 pts               |
| modifier              |                       |                       |                        |                       |

| Classement du meilleur grimpeur | Classement du meilleur grimpeur | Classement du meilleur grimpeur | Classement du meilleur grimpeur | Classement du meilleur grimpeur |
| ------------------------------- | ------------------------------- | ------------------------------- | ------------------------------- | ------------------------------- |
|                                 | Coureur                         | Pays                            | Équipe                          | Point(s)                        |
| 1er                             | Richard Virenque                | France                          | Quick Step-Davitamon            | 324 points                      |
| 2e                              | Laurent Dufaux                  | Suisse                          | Alessio                         | 187 pts                         |
| 3e                              | Lance Armstrong Place vacante   | États-Unis —                    | US Postal Service-Berry Floor — |                                 |
| 4e                              | Christophe Moreau               | France                          | Crédit Agricole                 | 137 pts                         |
| 5e                              | Juan Miguel Mercado             | Espagne                         | iBanesto.com                    | 136 pts                         |
| 6e                              | Iban Mayo                       | Espagne                         | Euskaltel-Euskadi               | 130 pts                         |
| 7e                              | Haimar Zubeldia                 | Espagne                         | Euskaltel-Euskadi               | 125 pts                         |
| 8e                              | Jan Ullrich                     | Allemagne                       | Bianchi                         | 124 pts                         |
| 9e                              | Tyler Hamilton                  | États-Unis                      | CSC                             | 116 pts                         |
| 10e                             | Paolo Bettini                   | Italie                          | Quick Step-Davitamon            | 100 pts                         |
| modifier                        |                                 |                                 |                                 |                                 |

| Classement par équipes | Classement par équipes          | Classement par équipes | Classement par équipes |
|                        | Équipe                          | Pays                   | Temps                  |
| ---------------------- | ------------------------------- | ---------------------- | ---------------------- |
| 1re                    | CSC                             | Danemark               | en 248 h 18 min 18 s   |
| 2e                     | iBanesto.com                    | Espagne                | + 21 min 46 s          |
| 3e                     | Euskaltel-Euskadi               | Espagne                | + 44 min 59 s          |
| 4e                     | US Postal Service-Berry Floor   | États-Unis             | + 45 min 53 s          |
| 5e                     | Bianchi                         | Allemagne              | + 1 h 12 min 40 s      |
| 6e                     | Telekom                         | Allemagne              | + 1 h 38 min 45 s      |
| 7e                     | Quick Step-Davitamon            | Belgique               | + 2 h 2 min 17 s       |
| 8e                     | Brioches La Boulangère          | France                 | + 2 h 2 min 36 s       |
| 9e                     | AG2R Prévoyance                 | France                 | + 2 h 8 min 6 s        |
| 10e                    | Cofidis-Le Crédit par Téléphone | France                 | + 2 h 8 min 56 s       |
| modifier               |                                 |                        |                        |

| Classement du meilleur jeune | Classement du meilleur jeune | Classement du meilleur jeune | Classement du meilleur jeune | Classement du meilleur jeune |
|                              | Coureur                      | Pays                         | Équipe                       | Temps                        |
| ---------------------------- | ---------------------------- | ---------------------------- | ---------------------------- | ---------------------------- |
| 1er                          | Denis Menchov                | Russie                       | IBanesto.com                 | en 84 h 0 min 56 s           |
| 2e                           | Mikel Astarloza              | Espagne                      | AG2R Prévoyance              | + 42 min 29 s                |
| 3e                           | Juan Miguel Mercado          | Espagne                      | IBanesto.com                 | + 1 h 2 min 48 s             |
| 4e                           | Sylvain Chavanel             | France                       | Brioches La Boulangère       | + 1 h 5 min 17 s             |
| 5e                           | Andy Flickinger              | France                       | AG2R Prévoyance              | + 1 h 9 min 9 s              |
| 6e                           | Michael Rogers               | Australie                    | Quick Step-Davitamon         | + 1 h 17 min 44 s            |
| 7e                           | Matthias Kessler             | Allemagne                    | Telekom                      | + 1 h 25 min 33 s            |
| 8e                           | Evgueni Petrov               | Russie                       | IBanesto.com                 | + 1 h 32 min 19 s            |
| 9e                           | Jérôme Pineau                | France                       | Brioches La Boulangère       | + 1 h 51 min 49 s            |
| 10e                          | Franco Pellizotti            | Italie                       | Alessio                      | + 2 h 1 min 8 s              |
| modifier                     |                              |                              |                              |                              |

| Pour fêter le centenaire du Tour, un classement par points (sans maillot distinctif) est établi aux arrivées programmées dans chacune des six villes étapes du Tour de France 1903 (première et dernière étapes à Paris, ainsi que les étapes de Lyon, Marseille, Toulouse, Bordeaux et Nantes), en additionnant les places obtenues par chaque coureur. Il est remporté par l'Australien Stuart O'Grady, qui n'a pourtant remporté aucune étape durant la course, devant son coéquipier Thor Hushovd. \| Classement du centenaire[14] \| Classement du centenaire[14] \| Classement du centenaire[14] \| Classement du centenaire[14] \| Classement du centenaire[14] \| \| ---------------------------- \| ---------------------------- \| ---------------------------- \| ---------------------------- \| ---------------------------- \| \| \| Coureur \| Pays \| Équipe \| Point(s) \| \| 1er \| Stuart O'Grady \| Australie \| Crédit Agricole \| 82 points \| \| 2e \| Thor Hushovd \| Norvège \| Crédit Agricole \| 86 pts \| \| 3e \| Fabrizio Guidi \| Italie \| Bianchi \| 103 pts \| \| 4e \| Luca Paolini \| Italie \| Quick Step-Davitamon \| 118 pts \| \| 5e \| Gerrit Glomser \| Autriche \| Saeco Macchine per Caffé \| 123 pts \| \| 6e \| Jan Ullrich \| Allemagne \| Bianchi \| 165 pts \| \| 7e \| Damien Nazon \| France \| Brioches La Boulangère \| 169 pts \| \| 8e \| Baden Cooke \| Australie \| Fdjeux.com \| 184 pts \| \| 9e \| Bradley McGee \| Australie \| Fdjeux.com \| 188 pts \| \| 10e \| Christophe Moreau \| France \| Crédit Agricole \| 210 pts \| \| modifier \| \| \| \| \| | - Alexandre Vinokourov (Telekom) |           |                          |           |
| Classement du centenaire |                                  |           |                          |           |
| | Coureur                          | Pays      | Équipe                   | Point(s)  |
| 1er | Stuart O'Grady                   | Australie | Crédit Agricole          | 82 points |
| 2e | Thor Hushovd                     | Norvège   | Crédit Agricole          | 86 pts    |
| 3e | Fabrizio Guidi                   | Italie    | Bianchi                  | 103 pts   |
| 4e | Luca Paolini                     | Italie    | Quick Step-Davitamon     | 118 pts   |
| 5e | Gerrit Glomser                   | Autriche  | Saeco Macchine per Caffé | 123 pts   |
| 6e | Jan Ullrich                      | Allemagne | Bianchi                  | 165 pts   |
| 7e | Damien Nazon                     | France    | Brioches La Boulangère   | 169 pts   |
| 8e | Baden Cooke                      | Australie | Fdjeux.com               | 184 pts   |
| 9e | Bradley McGee                    | Australie | Fdjeux.com               | 188 pts   |
| 10e | Christophe Moreau                | France    | Crédit Agricole          | 210 pts   |
| modifier |                                  |           |                          |           |

### Évolution des classements
| Étape              | Vainqueur                     | Classement général | Classement par points | Classement de la montagne | Classement du meilleur jeune | Classement par équipes        | Prix de la combativité |
| ------------------ | ----------------------------- | ------------------ | --------------------- | ------------------------- | ---------------------------- | ----------------------------- | ---------------------- |
| P                  | Bradley McGee                 | Bradley McGee      | Bradley McGee         | Non attribué              | Vladimir Karpets             | US Postal Service-Berry Floor | Non décerné            |
| 1                  | Alessandro Petacchi           | Bradley McGee      | Robbie McEwen         | Christophe Mengin         | Andy Flickinger              | US Postal Service-Berry Floor | Andy Flickinger        |
| 2                  | Baden Cooke                   | Bradley McGee      | Robbie McEwen         | Christophe Mengin         | Baden Cooke                  | US Postal Service-Berry Floor | Frédéric Finot         |
| 3                  | Alessandro Petacchi           | Jean-Patrick Nazon | Robbie McEwen         | Christophe Mengin         | Baden Cooke                  | US Postal Service-Berry Floor | Anthony Geslin         |
| 4                  | US Postal Service-Berry Floor | Víctor Hugo Peña   | Robbie McEwen         | Christophe Mengin         | Vladimir Karpets             | US Postal Service-Berry Floor | Non décerné            |
| 5                  | Alessandro Petacchi           | Víctor Hugo Peña   | Robbie McEwen         | Frédéric Finot            | Vladimir Karpets             | US Postal Service-Berry Floor | Frédéric Finot         |
| 6                  | Alessandro Petacchi           | Víctor Hugo Peña   | Alessandro Petacchi   | Christophe Mengin         | Vladimir Karpets             | US Postal Service-Berry Floor | René Andrle            |
| 7                  | Richard Virenque              | Richard Virenque   | Baden Cooke           | Richard Virenque          | Denis Menchov                | Quick Step-Davitamon          | Richard Virenque       |
| 8                  | Iban Mayo                     | Lance Armstrong    | Baden Cooke           | Richard Virenque          | Denis Menchov                | Euskaltel-Euskadi             | Nicolas Portal         |
| 9                  | Alexandre Vinokourov          | Lance Armstrong    | Baden Cooke           | Richard Virenque          | Denis Menchov                | Euskaltel-Euskadi             | Jörg Jaksche           |
| 10                 | Jakob Piil                    | Lance Armstrong    | Baden Cooke           | Richard Virenque          | Denis Menchov                | CSC                           | José Enrique Gutiérrez |
| 11                 | Juan Antonio Flecha           | Lance Armstrong    | Baden Cooke           | Richard Virenque          | Denis Menchov                | iBanesto.com                  | Juan Antonio Flecha    |
| 12                 | Jan Ullrich                   | Lance Armstrong    | Baden Cooke           | Richard Virenque          | Denis Menchov                | CSC                           | Non décerné            |
| 13                 | Carlos Sastre                 | Lance Armstrong    | Baden Cooke           | Richard Virenque          | Denis Menchov                | CSC                           | Carlos Sastre          |
| 14                 | Gilberto Simoni               | Lance Armstrong    | Baden Cooke           | Richard Virenque          | Denis Menchov                | CSC                           | Laurent Dufaux         |
| 15                 | Lance Armstrong               | Lance Armstrong    | Baden Cooke           | Richard Virenque          | Denis Menchov                | CSC                           | Sylvain Chavanel       |
| 16                 | Tyler Hamilton                | Lance Armstrong    | Baden Cooke           | Richard Virenque          | Denis Menchov                | CSC                           | Tyler Hamilton         |
| 17                 | Servais Knaven                | Lance Armstrong    | Baden Cooke           | Richard Virenque          | Denis Menchov                | CSC                           | Servais Knaven         |
| 18                 | Pablo Lastras                 | Lance Armstrong    | Robbie McEwen         | Richard Virenque          | Denis Menchov                | CSC                           | Andy Flickinger        |
| 19                 | David Millar                  | Lance Armstrong    | Robbie McEwen         | Richard Virenque          | Denis Menchov                | CSC                           | Non décerné            |
| 20                 | Jean-Patrick Nazon            | Lance Armstrong    | Baden Cooke           | Richard Virenque          | Denis Menchov                | CSC                           | Bram De Groot          |
| Classements finals | Classements finals            | Lance Armstrong    | Baden Cooke           | Richard Virenque          | Denis Menchov                | CSC                           | Alexandre Vinokourov   |

## Liste des coureurs
| Légende                             | Légende                                                                                         | Légende                                | Légende                                                                                                  |
| ----------------------------------- | ----------------------------------------------------------------------------------------------- | -------------------------------------- | --- |
| Num                                 | Dossard de départ porté par le coureur sur ce Tour de France                                    | Pos                                    | Position finale au classement général                                                                    |
| Leader du classement général        | Indique le vainqueur du classement général                                                      | Leader du classement par points        | Indique le vainqueur du classement par points                                                            |
| Leader du classement de la montagne | Indique le vainqueur du classement de la montagne                                               | Leader du classement du meilleur jeune | Indique le vainqueur du classement du meilleur jeune                                                     |
| Meilleure équipe                    | Indique la meilleure équipe                                                                     | Super combatif                         | Indique le super combatif                                                                                |
|                                     | Indique un maillot de champion national ou mondial, suivi de sa spécialité                      | NP                                     | Indique un coureur qui n'a pas pris le départ d'une étape, suivi du numéro de l'étape où il s'est retiré |
| AB                                  | Indique un coureur qui n'a pas terminé une étape, suivi du numéro de l'étape où il s'est retiré | HD                                     | Indique un coureur qui a terminé une étape hors des délais, suivi du numéro de l'étape                   |
| EX                                  | Coureur exclu pour non-respect du règlement, suivi du numéro de l'étape                         | *                                      | Indique un coureur en lice pour le classement du meilleur jeune (coureurs nés après le 1er janvier 1978) |

| US Postal Service-Berry Floor USP | US Postal Service-Berry Floor USP | US Postal Service-Berry Floor USP |
| --------------------------------- | --------------------------------- | --------------------------------- |
| Num                               | Coureur                           | Pos                               |
| 1                                 | Lance Armstrong (USA)             | 1er                               |
| 2                                 | Roberto Heras (ESP)               | 34e                               |
| 3                                 | Manuel Beltrán (ESP)              | 14e                               |
| 4                                 | Viatcheslav Ekimov (RUS)          | 76e                               |
| 5                                 | George Hincapie (USA)             | 47e                               |
| 6                                 | Floyd Landis (USA)                | 77e                               |
| 7                                 | Pavel Padrnos (CZE)               | 102e                              |
| 8                                 | Víctor Hugo Peña (COL)            | 88e                               |
| 9                                 | José Luis Rubiera (ESP)           | 19e                               |

| ONCE-Eroski ONC | ONCE-Eroski ONC                   | ONCE-Eroski ONC |
| --------------- | --------------------------------- | --------------- |
| Num             | Coureur                           | Pos             |
| 11              | Joseba Beloki (ESP)               | AB-9            |
| 12              | René Andrle (CZE)                 | 83e             |
| 13              | José Azevedo (POR)                | 26e             |
| 14              | Álvaro González de Galdeano (ESP) | 122e            |
| 15              | Jörg Jaksche (GER)                | 17e             |
| 16              | Isidro Nozal (ESP)                | 72e             |
| 17              | Mikel Pradera (ESP)               | 58e             |
| 18              | Marcos Serrano (ESP)              | 68e             |
| 19              | Ángel Vicioso (ESP)               | NP-6            |

| Telekom TEL | Telekom TEL                | Telekom TEL |
| ----------- | -------------------------- | ----------- |
| Num         | Coureur                    | Pos         |
| 21          | Santiago Botero (COL)      | NP-18       |
| 22          | Mario Aerts (BEL)          | 89e         |
| 23          | Rolf Aldag (GER)           | 94e         |
| 24          | Giuseppe Guerini (ITA)     | 35e         |
| 25          | Matthias Kessler (GER)     | 49e         |
| 26          | Andreas Klöden (GER)       | AB-9        |
| 27          | Daniele Nardello (ITA)     | 25e         |
| 28          | Alexandre Vinokourov (KAZ) | 3e          |
| 29          | Erik Zabel (GER)           | 107e        |

| iBanesto.com BAN | iBanesto.com BAN                 | iBanesto.com BAN |
| ---------------- | -------------------------------- | ---------------- |
| Num              | Coureur                          | Pos              |
| 31               | Francisco Mancebo (ESP)          | 10e              |
| 32               | Juan Antonio Flecha (ESP)        | 104e             |
| 33               | José Vicente García Acosta (ESP) | 125e             |
| 34               | Vladimir Karpets (RUS)           | 100e             |
| 35               | Pablo Lastras (ESP)              | 67e              |
| 36               | Denis Menchov (RUS)              | 11e              |
| 37               | Juan Miguel Mercado (ESP)        | 36e              |
| 38               | Evgueni Petrov (RUS)             | 53e              |
| 39               | Xabier Zandio (ESP)              | 51e              |

| Rabobank RAB | Rabobank RAB           | Rabobank RAB |
| ------------ | ---------------------- | ------------ |
| Num          | Coureur                | Pos          |
| 41           | Levi Leipheimer (USA)  | NP-2         |
| 42           | Michael Boogerd (NED)  | 32e          |
| 43           | Bram de Groot (NED)    | 99e          |
| 44           | Óscar Freire (ESP)     | 96e          |
| 45           | Robert Hunter (RSA)    | AB-14        |
| 46           | Marc Lotz (NED)        | NP-2         |
| 47           | Grischa Niermann (GER) | 28e          |
| 48           | Marc Wauters (BEL)     | 115e         |
| 49           | Remmert Wielinga (NED) | AB-16        |

| Saeco SAE | Saeco SAE                  | Saeco SAE |
| --------- | -------------------------- | --------- |
| Num       | Coureur                    | Pos       |
| 51        | Gilberto Simoni (ITA)      | 84e       |
| 52        | Leonardo Bertagnolli (ITA) | AB-15     |
| 53        | Salvatore Commesso (ITA)   | 81e       |
| 54        | Danilo Di Luca (ITA)       | AB-13     |
| 55        | Paolo Fornaciari (ITA)     | 70e       |
| 56        | Gerrit Glomser (AUT)       | 64e       |
| 57        | Jörg Ludewig (GER)         | 38e       |
| 58        | Fabio Sacchi (ITA)         | 60e       |
| 59        | Stefano Zanini (ITA)       | AB-9      |

| Cofidis-Le Crédit par Téléphone COF | Cofidis-Le Crédit par Téléphone COF | Cofidis-Le Crédit par Téléphone COF |
| ----------------------------------- | ----------------------------------- | ----------------------------------- |
| Num                                 | Coureur                             | Pos                                 |
| 61                                  | David Millar (GBR)                  | 55e                                 |
| 62                                  | Médéric Clain (FRA)                 | 105e                                |
| 63                                  | Íñigo Cuesta (ESP)                  | 127e                                |
| 64                                  | Philippe Gaumont (FRA)              | 124e                                |
| 65                                  | Massimiliano Lelli (ITA)            | 15e                                 |
| 66                                  | David Moncoutié (FRA)               | 43e                                 |
| 67                                  | Luis Pérez Rodríguez (ESP)          | AB-7                                |
| 68                                  | Guido Trentin (ITA)                 | 63e                                 |
| 69                                  | Cédric Vasseur (FRA)                | 97e                                 |

| CSC | CSC                      | CSC  |
| --- | ------------------------ | ---- |
| Num | Coureur                  | Pos  |
| 71  | Tyler Hamilton (USA)     | 4e   |
| 72  | Michael Blaudzun (DEN)   | 45e  |
| 73  | Nicolas Jalabert (FRA)   | 106e |
| 74  | Bekim Christensen        | 120e |
| 75  | Peter Luttenberger (AUT) | 13e  |
| 76  | Andrea Peron (ITA)       | 54e  |
| 77  | Jakob Piil (DEN)         | 113e |
| 78  | Carlos Sastre (ESP)      | 9e   |
| 79  | Nicki Sørensen (DEN)     | 44e  |

| Fassa Bortolo FAS | Fassa Bortolo FAS         | Fassa Bortolo FAS |
| ----------------- | ------------------------- | ----------------- |
| Num               | Coureur                   | Pos               |
| 81                | Ivan Basso (ITA)          | 7e                |
| 82                | Marzio Bruseghin (ITA)    | 66e               |
| 83                | Dario Cioni (ITA)         | 79e               |
| 84                | Aitor González (ESP)      | NP-8              |
| 85                | Volodymyr Gustov (UKR)    | NP-8              |
| 86                | Nicola Loda (ITA)         | AB-8              |
| 87                | Sven Montgomery (SUI)     | NP-8              |
| 88                | Alessandro Petacchi (ITA) | AB-7              |
| 89                | Marco Velo (ITA)          | AB-7              |

| Fdjeux.com FDJ | Fdjeux.com FDJ          | Fdjeux.com FDJ |
| -------------- | ----------------------- | -------------- |
| Num            | Coureur                 | Pos            |
| 91             | Sandy Casar (FRA)       | 111e           |
| 92             | Jimmy Casper (FRA)      | AB-9           |
| 93             | Baden Cooke (AUS)       | 140e           |
| 94             | Carlos Da Cruz (FRA)    | 93e            |
| 95             | Nicolas Fritsch (FRA)   | 78e            |
| 96             | Bradley McGee (AUS)     | 133e           |
| 97             | Christophe Mengin (FRA) | 110e           |
| 98             | Nicolas Vogondy (FRA)   | 117e           |
| 99             | Matthew Wilson (AUS)    | HD-11          |

| Kelme-Costa Blanca KEL | Kelme-Costa Blanca KEL        | Kelme-Costa Blanca KEL |
| ---------------------- | ----------------------------- | ---------------------- |
| Num                    | Coureur                       | Pos                    |
| 101                    | José Ignacio Gutiérrez (ESP)  | AB-8                   |
| 102                    | José Enrique Gutiérrez (ESP)  | 41e                    |
| 103                    | David Latasa (ESP)            | 73e                    |
| 104                    | Jesús Manzano (ESP)           | AB-7                   |
| 105                    | David Muñoz (ESP)             | 139e                   |
| 106                    | Iván Parra (COL)              | 46e                    |
| 107                    | Javier Pascual Llorente (ESP) | 27e                    |
| 108                    | Antonio Tauler (ESP)          | AB-8                   |
| 109                    | Julián Usano (ESP)            | 142e                   |

| Quick Step-Davitamon QSD | Quick Step-Davitamon QSD | Quick Step-Davitamon QSD |
| ------------------------ | ------------------------ | ------------------------ |
| Num                      | Coureur                  | Pos                      |
| 111                      | Paolo Bettini (ITA)      | 48e                      |
| 112                      | László Bodrogi (HUN)     | 108e                     |
| 113                      | Davide Bramati (ITA)     | 126e                     |
| 114                      | David Cañada (ESP)       | 56e                      |
| 115                      | Servais Knaven (NED)     | 123e                     |
| 116                      | Luca Paolini (ITA)       | 69e                      |
| 117                      | Michael Rogers (AUS)     | 42e                      |
| 118                      | Kurt Van de Wouwer (BEL) | 62e                      |
| 119                      | Richard Virenque (FRA)   | 16e                      |

| Crédit Agricole C.A | Crédit Agricole C.A     | Crédit Agricole C.A |
| ------------------- | ----------------------- | ------------------- |
| Num                 | Coureur                 | Pos                 |
| 121                 | Christophe Moreau (FRA) | 8e                  |
| 122                 | Stéphane Augé (FRA)     | HD-11               |
| 123                 | Pierrick Fédrigo (FRA)  | AB-14               |
| 124                 | Sébastien Hinault (FRA) | 138e                |
| 125                 | Thor Hushovd (NOR)      | 118e                |
| 126                 | Lilian Jégou (FRA)      | AB-9                |
| 127                 | Stuart O'Grady (AUS)    | 90e                 |
| 128                 | Benoît Poilvet (FRA)    | 109e                |
| 129                 | Jens Voigt (GER)        | AB-11               |

| Team Bianchi TBI | Team Bianchi TBI         | Team Bianchi TBI |
| ---------------- | ------------------------ | ---------------- |
| Num              | Coureur                  | Pos              |
| 131              | Jan Ullrich (GER)        | 2e               |
| 132              | Daniel Becke (GER)       | 145e             |
| 133              | Ángel Casero (ESP)       | 57e              |
| 134              | Félix García Casas (ESP) | 23e              |
| 135              | Aitor Garmendia (ESP)    | 70e              |
| 136              | Fabrizio Guidi (ITA)     | 103e             |
| 137              | Thomas Liese (GER)       | 136e             |
| 138              | David Plaza (ESP)        | 22e              |
| 139              | Tobias Steinhauser (GER) | AB-11            |

| Lotto-Domo ___ | Lotto-Domo ___          | Lotto-Domo ___ |
| -------------- | ----------------------- | -------------- |
| Num            | Coureur                 | Pos            |
| 141            | Robbie McEwen (AUS)     | 143e           |
| 142            | Serge Baguet (BEL)      | 86e            |
| 143            | Christophe Brandt (BEL) | 52e            |
| 144            | Hans De Clercq (BEL)    | 147e           |
| 145            | Nick Gates (AUS)        | AB-16          |
| 146            | Axel Merckx (BEL)       | HD-15          |
| 147            | Koos Moerenhout (NED)   | 128e           |
| 148            | Léon van Bon (NED)      | 132e           |
| 149            | Rik Verbrugghe (BEL)    | AB-14          |

| AG2R Prévoyance A2R | AG2R Prévoyance A2R       | AG2R Prévoyance A2R |
| ------------------- | ------------------------- | ------------------- |
| Num                 | Coureur                   | Pos                 |
| 151                 | Laurent Brochard (FRA)    | 33e                 |
| 152                 | Mikel Astarloza (ESP)     | 29e                 |
| 153                 | Alexandre Botcharov (RUS) | 24e                 |
| 154                 | Íñigo Chaurreau (ESP)     | 30e                 |
| 155                 | Andy Flickinger (FRA)     | 39e                 |
| 156                 | Jaan Kirsipuu (EST)       | AB-7                |
| 157                 | Christophe Oriol (FRA)    | 121e                |
| 158                 | Nicolas Portal (FRA)      | 82e                 |
| 159                 | Ludovic Turpin (FRA)      | 91e                 |

| Vini Caldirola-Saunier Duval ___ | Vini Caldirola-Saunier Duval ___ | Vini Caldirola-Saunier Duval ___ |
| -------------------------------- | -------------------------------- | -------------------------------- |
| Num                              | Coureur                          | Pos                              |
| 161                              | Stefano Garzelli (ITA)           | NP-10                            |
| 162                              | Dario Andriotto (ITA)            | 144e                             |
| 163                              | Paolo Bossoni (ITA)              | 134e                             |
| 164                              | Andrej Hauptman (SLO)            | AB-14                            |
| 165                              | Eddy Mazzoleni (ITA)             | AB-9                             |
| 166                              | Marco Milesi (ITA)               | NP-15                            |
| 167                              | Fred Rodriguez (USA)             | AB-15                            |
| 168                              | Romāns Vainšteins (LAT)          | 116e                             |
| 169                              | Steve Zampieri (SUI)             | 87e                              |

| Euskaltel-Euskadi EUS | Euskaltel-Euskadi EUS         | Euskaltel-Euskadi EUS |
| --------------------- | ----------------------------- | --------------------- |
| Num                   | Coureur                       | Pos                   |
| 171                   | Iban Mayo (ESP)               | 6e                    |
| 172                   | Mikel Artetxe (ESP)           | 80e                   |
| 173                   | David Etxebarria (ESP)        | HD-12                 |
| 174                   | Unai Etxebarria (VEN)         | HD-12                 |
| 175                   | Roberto Laiseka (ESP)         | 18e                   |
| 176                   | Íñigo Landaluze (ESP)         | 101e                  |
| 177                   | Alberto López de Munain (ESP) | 98e                   |
| 178                   | Samuel Sánchez (ESP)          | HD-8                  |
| 179                   | Haimar Zubeldia (ESP)         | 5e                    |

| Brioches La Boulangère BLB | Brioches La Boulangère BLB | Brioches La Boulangère BLB |
| -------------------------- | -------------------------- | -------------------------- |
| Num                        | Coureur                    | Pos                        |
| 181                        | Didier Rous (FRA)          | 20e                        |
| 182                        | Walter Bénéteau (FRA)      | 59e                        |
| 183                        | Sylvain Chavanel (FRA)     | 37e                        |
| 184                        | Anthony Geslin (FRA)       | 114e                       |
| 185                        | Maryan Hary (FRA)          | 130e                       |
| 186                        | Damien Nazon (FRA)         | 129e                       |
| 187                        | Jérôme Pineau (FRA)        | 71e                        |
| 188                        | Franck Renier (FRA)        | 95e                        |
| 189                        | Thomas Voeckler (FRA)      | 119e                       |

| Gerolsteiner GST | Gerolsteiner GST       | Gerolsteiner GST |
| ---------------- | ---------------------- | ---------------- |
| Num              | Coureur                | Pos              |
| 191              | Davide Rebellin (ITA)  | AB-14            |
| 192              | Udo Bölts (GER)        | 61e              |
| 193              | René Haselbacher (AUT) | AB-14            |
| 194              | Uwe Peschel (GER)      | NP-20            |
| 195              | Olaf Pollack (GER)     | AB-7             |
| 196              | Michael Rich (GER)     | AB-7             |
| 197              | Torsten Schmidt (GER)  | AB-13            |
| 198              | Georg Totschnig (AUT)  | 12e              |
| 199              | Markus Zberg (SUI)     | 92e              |

| Alessio ALS | Alessio ALS                | Alessio ALS |
| ----------- | -------------------------- | ----------- |
| Num         | Coureur                    | Pos         |
| 201         | Laurent Dufaux (SUI)       | 21e         |
| 202         | Fabio Baldato (ITA)        | AB-6        |
| 203         | Alessandro Bertolini (ITA) | 146e        |
| 204         | Pietro Caucchioli (ITA)    | NP-13       |
| 205         | Raffaele Ferrara (ITA)     | AB-14       |
| 206         | Angelo Furlan (ITA)        | AB-9        |
| 207         | Vladimir Miholjević (CRO)  | 50e         |
| 208         | Andrea Noè (ITA)           | 74e         |
| 209         | Franco Pellizotti (ITA)    | 75e         |

| Jean Delatour DEL | Jean Delatour DEL         | Jean Delatour DEL |
| ----------------- | ------------------------- | ----------------- |
| Num               | Coureur                   | Pos               |
| 211               | Patrice Halgand (FRA)     | 40e               |
| 212               | Pierre Bourquenoud (SUI)  | AB-8              |
| 213               | Samuel Dumoulin (FRA)     | 141e              |
| 214               | Christophe Edaleine (FRA) | 131e              |
| 215               | Frédéric Finot (FRA)      | 137e              |
| 216               | Stéphane Goubert (FRA)    | 31e               |
| 217               | Yuriy Krivtsov (UKR)      | 85e               |
| 218               | Laurent Lefèvre (FRA)     | 65e               |
| 219               | Jean-Patrick Nazon (FRA)  | 135e              |

| US Postal Service-Berry Floor USP | US Postal Service-Berry Floor USP | US Postal Service-Berry Floor USP |
| --------------------------------- | --------------------------------- | --------------------------------- |
| Num                               | Coureur                           | Pos                               |
| 1                                 | Lance Armstrong (USA)             | 1er                               |
| 2                                 | Roberto Heras (ESP)               | 34e                               |
| 3                                 | Manuel Beltrán (ESP)              | 14e                               |
| 4                                 | Viatcheslav Ekimov (RUS)          | 76e                               |
| 5                                 | George Hincapie (USA)             | 47e                               |
| 6                                 | Floyd Landis (USA)                | 77e                               |
| 7                                 | Pavel Padrnos (CZE)               | 102e                              |
| 8                                 | Víctor Hugo Peña (COL)            | 88e                               |
| 9                                 | José Luis Rubiera (ESP)           | 19e                               |

| ONCE-Eroski ONC | ONCE-Eroski ONC                   | ONCE-Eroski ONC |
| --------------- | --------------------------------- | --------------- |
| Num             | Coureur                           | Pos             |
| 11              | Joseba Beloki (ESP)               | AB-9            |
| 12              | René Andrle (CZE)                 | 83e             |
| 13              | José Azevedo (POR)                | 26e             |
| 14              | Álvaro González de Galdeano (ESP) | 122e            |
| 15              | Jörg Jaksche (GER)                | 17e             |
| 16              | Isidro Nozal (ESP)                | 72e             |
| 17              | Mikel Pradera (ESP)               | 58e             |
| 18              | Marcos Serrano (ESP)              | 68e             |
| 19              | Ángel Vicioso (ESP)               | NP-6            |

| Telekom TEL | Telekom TEL                | Telekom TEL |
| ----------- | -------------------------- | ----------- |
| Num         | Coureur                    | Pos         |
| 21          | Santiago Botero (COL)      | NP-18       |
| 22          | Mario Aerts (BEL)          | 89e         |
| 23          | Rolf Aldag (GER)           | 94e         |
| 24          | Giuseppe Guerini (ITA)     | 35e         |
| 25          | Matthias Kessler (GER)     | 49e         |
| 26          | Andreas Klöden (GER)       | AB-9        |
| 27          | Daniele Nardello (ITA)     | 25e         |
| 28          | Alexandre Vinokourov (KAZ) | 3e          |
| 29          | Erik Zabel (GER)           | 107e        |

| iBanesto.com BAN | iBanesto.com BAN                 | iBanesto.com BAN |
| ---------------- | -------------------------------- | ---------------- |
| Num              | Coureur                          | Pos              |
| 31               | Francisco Mancebo (ESP)          | 10e              |
| 32               | Juan Antonio Flecha (ESP)        | 104e             |
| 33               | José Vicente García Acosta (ESP) | 125e             |
| 34               | Vladimir Karpets (RUS)           | 100e             |
| 35               | Pablo Lastras (ESP)              | 67e              |
| 36               | Denis Menchov (RUS)              | 11e              |
| 37               | Juan Miguel Mercado (ESP)        | 36e              |
| 38               | Evgueni Petrov (RUS)             | 53e              |
| 39               | Xabier Zandio (ESP)              | 51e              |

| Rabobank RAB | Rabobank RAB           | Rabobank RAB |
| ------------ | ---------------------- | ------------ |
| Num          | Coureur                | Pos          |
| 41           | Levi Leipheimer (USA)  | NP-2         |
| 42           | Michael Boogerd (NED)  | 32e          |
| 43           | Bram de Groot (NED)    | 99e          |
| 44           | Óscar Freire (ESP)     | 96e          |
| 45           | Robert Hunter (RSA)    | AB-14        |
| 46           | Marc Lotz (NED)        | NP-2         |
| 47           | Grischa Niermann (GER) | 28e          |
| 48           | Marc Wauters (BEL)     | 115e         |
| 49           | Remmert Wielinga (NED) | AB-16        |

| Saeco SAE | Saeco SAE                  | Saeco SAE |
| --------- | -------------------------- | --------- |
| Num       | Coureur                    | Pos       |
| 51        | Gilberto Simoni (ITA)      | 84e       |
| 52        | Leonardo Bertagnolli (ITA) | AB-15     |
| 53        | Salvatore Commesso (ITA)   | 81e       |
| 54        | Danilo Di Luca (ITA)       | AB-13     |
| 55        | Paolo Fornaciari (ITA)     | 70e       |
| 56        | Gerrit Glomser (AUT)       | 64e       |
| 57        | Jörg Ludewig (GER)         | 38e       |
| 58        | Fabio Sacchi (ITA)         | 60e       |
| 59        | Stefano Zanini (ITA)       | AB-9      |

| Cofidis-Le Crédit par Téléphone COF | Cofidis-Le Crédit par Téléphone COF | Cofidis-Le Crédit par Téléphone COF |
| ----------------------------------- | ----------------------------------- | ----------------------------------- |
| Num                                 | Coureur                             | Pos                                 |
| 61                                  | David Millar (GBR)                  | 55e                                 |
| 62                                  | Médéric Clain (FRA)                 | 105e                                |
| 63                                  | Íñigo Cuesta (ESP)                  | 127e                                |
| 64                                  | Philippe Gaumont (FRA)              | 124e                                |
| 65                                  | Massimiliano Lelli (ITA)            | 15e                                 |
| 66                                  | David Moncoutié (FRA)               | 43e                                 |
| 67                                  | Luis Pérez Rodríguez (ESP)          | AB-7                                |
| 68                                  | Guido Trentin (ITA)                 | 63e                                 |
| 69                                  | Cédric Vasseur (FRA)                | 97e                                 |

| CSC | CSC                      | CSC  |
| --- | ------------------------ | ---- |
| Num | Coureur                  | Pos  |
| 71  | Tyler Hamilton (USA)     | 4e   |
| 72  | Michael Blaudzun (DEN)   | 45e  |
| 73  | Nicolas Jalabert (FRA)   | 106e |
| 74  | Bekim Christensen        | 120e |
| 75  | Peter Luttenberger (AUT) | 13e  |
| 76  | Andrea Peron (ITA)       | 54e  |
| 77  | Jakob Piil (DEN)         | 113e |
| 78  | Carlos Sastre (ESP)      | 9e   |
| 79  | Nicki Sørensen (DEN)     | 44e  |

| Fassa Bortolo FAS | Fassa Bortolo FAS         | Fassa Bortolo FAS |
| ----------------- | ------------------------- | ----------------- |
| Num               | Coureur                   | Pos               |
| 81                | Ivan Basso (ITA)          | 7e                |
| 82                | Marzio Bruseghin (ITA)    | 66e               |
| 83                | Dario Cioni (ITA)         | 79e               |
| 84                | Aitor González (ESP)      | NP-8              |
| 85                | Volodymyr Gustov (UKR)    | NP-8              |
| 86                | Nicola Loda (ITA)         | AB-8              |
| 87                | Sven Montgomery (SUI)     | NP-8              |
| 88                | Alessandro Petacchi (ITA) | AB-7              |
| 89                | Marco Velo (ITA)          | AB-7              |

| Fdjeux.com FDJ | Fdjeux.com FDJ          | Fdjeux.com FDJ |
| -------------- | ----------------------- | -------------- |
| Num            | Coureur                 | Pos            |
| 91             | Sandy Casar (FRA)       | 111e           |
| 92             | Jimmy Casper (FRA)      | AB-9           |
| 93             | Baden Cooke (AUS)       | 140e           |
| 94             | Carlos Da Cruz (FRA)    | 93e            |
| 95             | Nicolas Fritsch (FRA)   | 78e            |
| 96             | Bradley McGee (AUS)     | 133e           |
| 97             | Christophe Mengin (FRA) | 110e           |
| 98             | Nicolas Vogondy (FRA)   | 117e           |
| 99             | Matthew Wilson (AUS)    | HD-11          |

| Kelme-Costa Blanca KEL | Kelme-Costa Blanca KEL        | Kelme-Costa Blanca KEL |
| ---------------------- | ----------------------------- | ---------------------- |
| Num                    | Coureur                       | Pos                    |
| 101                    | José Ignacio Gutiérrez (ESP)  | AB-8                   |
| 102                    | José Enrique Gutiérrez (ESP)  | 41e                    |
| 103                    | David Latasa (ESP)            | 73e                    |
| 104                    | Jesús Manzano (ESP)           | AB-7                   |
| 105                    | David Muñoz (ESP)             | 139e                   |
| 106                    | Iván Parra (COL)              | 46e                    |
| 107                    | Javier Pascual Llorente (ESP) | 27e                    |
| 108                    | Antonio Tauler (ESP)          | AB-8                   |
| 109                    | Julián Usano (ESP)            | 142e                   |

| Quick Step-Davitamon QSD | Quick Step-Davitamon QSD | Quick Step-Davitamon QSD |
| ------------------------ | ------------------------ | ------------------------ |
| Num                      | Coureur                  | Pos                      |
| 111                      | Paolo Bettini (ITA)      | 48e                      |
| 112                      | László Bodrogi (HUN)     | 108e                     |
| 113                      | Davide Bramati (ITA)     | 126e                     |
| 114                      | David Cañada (ESP)       | 56e                      |
| 115                      | Servais Knaven (NED)     | 123e                     |
| 116                      | Luca Paolini (ITA)       | 69e                      |
| 117                      | Michael Rogers (AUS)     | 42e                      |
| 118                      | Kurt Van de Wouwer (BEL) | 62e                      |
| 119                      | Richard Virenque (FRA)   | 16e                      |

| Crédit Agricole C.A | Crédit Agricole C.A     | Crédit Agricole C.A |
| ------------------- | ----------------------- | ------------------- |
| Num                 | Coureur                 | Pos                 |
| 121                 | Christophe Moreau (FRA) | 8e                  |
| 122                 | Stéphane Augé (FRA)     | HD-11               |
| 123                 | Pierrick Fédrigo (FRA)  | AB-14               |
| 124                 | Sébastien Hinault (FRA) | 138e                |
| 125                 | Thor Hushovd (NOR)      | 118e                |
| 126                 | Lilian Jégou (FRA)      | AB-9                |
| 127                 | Stuart O'Grady (AUS)    | 90e                 |
| 128                 | Benoît Poilvet (FRA)    | 109e                |
| 129                 | Jens Voigt (GER)        | AB-11               |

| Team Bianchi TBI | Team Bianchi TBI         | Team Bianchi TBI |
| ---------------- | ------------------------ | ---------------- |
| Num              | Coureur                  | Pos              |
| 131              | Jan Ullrich (GER)        | 2e               |
| 132              | Daniel Becke (GER)       | 145e             |
| 133              | Ángel Casero (ESP)       | 57e              |
| 134              | Félix García Casas (ESP) | 23e              |
| 135              | Aitor Garmendia (ESP)    | 70e              |
| 136              | Fabrizio Guidi (ITA)     | 103e             |
| 137              | Thomas Liese (GER)       | 136e             |
| 138              | David Plaza (ESP)        | 22e              |
| 139              | Tobias Steinhauser (GER) | AB-11            |

| Lotto-Domo ___ | Lotto-Domo ___          | Lotto-Domo ___ |
| -------------- | ----------------------- | -------------- |
| Num            | Coureur                 | Pos            |
| 141            | Robbie McEwen (AUS)     | 143e           |
| 142            | Serge Baguet (BEL)      | 86e            |
| 143            | Christophe Brandt (BEL) | 52e            |
| 144            | Hans De Clercq (BEL)    | 147e           |
| 145            | Nick Gates (AUS)        | AB-16          |
| 146            | Axel Merckx (BEL)       | HD-15          |
| 147            | Koos Moerenhout (NED)   | 128e           |
| 148            | Léon van Bon (NED)      | 132e           |
| 149            | Rik Verbrugghe (BEL)    | AB-14          |

| AG2R Prévoyance A2R | AG2R Prévoyance A2R       | AG2R Prévoyance A2R |
| ------------------- | ------------------------- | ------------------- |
| Num                 | Coureur                   | Pos                 |
| 151                 | Laurent Brochard (FRA)    | 33e                 |
| 152                 | Mikel Astarloza (ESP)     | 29e                 |
| 153                 | Alexandre Botcharov (RUS) | 24e                 |
| 154                 | Íñigo Chaurreau (ESP)     | 30e                 |
| 155                 | Andy Flickinger (FRA)     | 39e                 |
| 156                 | Jaan Kirsipuu (EST)       | AB-7                |
| 157                 | Christophe Oriol (FRA)    | 121e                |
| 158                 | Nicolas Portal (FRA)      | 82e                 |
| 159                 | Ludovic Turpin (FRA)      | 91e                 |

| Vini Caldirola-Saunier Duval ___ | Vini Caldirola-Saunier Duval ___ | Vini Caldirola-Saunier Duval ___ |
| -------------------------------- | -------------------------------- | -------------------------------- |
| Num                              | Coureur                          | Pos                              |
| 161                              | Stefano Garzelli (ITA)           | NP-10                            |
| 162                              | Dario Andriotto (ITA)            | 144e                             |
| 163                              | Paolo Bossoni (ITA)              | 134e                             |
| 164                              | Andrej Hauptman (SLO)            | AB-14                            |
| 165                              | Eddy Mazzoleni (ITA)             | AB-9                             |
| 166                              | Marco Milesi (ITA)               | NP-15                            |
| 167                              | Fred Rodriguez (USA)             | AB-15                            |
| 168                              | Romāns Vainšteins (LAT)          | 116e                             |
| 169                              | Steve Zampieri (SUI)             | 87e                              |

| Euskaltel-Euskadi EUS | Euskaltel-Euskadi EUS         | Euskaltel-Euskadi EUS |
| --------------------- | ----------------------------- | --------------------- |
| Num                   | Coureur                       | Pos                   |
| 171                   | Iban Mayo (ESP)               | 6e                    |
| 172                   | Mikel Artetxe (ESP)           | 80e                   |
| 173                   | David Etxebarria (ESP)        | HD-12                 |
| 174                   | Unai Etxebarria (VEN)         | HD-12                 |
| 175                   | Roberto Laiseka (ESP)         | 18e                   |
| 176                   | Íñigo Landaluze (ESP)         | 101e                  |
| 177                   | Alberto López de Munain (ESP) | 98e                   |
| 178                   | Samuel Sánchez (ESP)          | HD-8                  |
| 179                   | Haimar Zubeldia (ESP)         | 5e                    |

| Brioches La Boulangère BLB | Brioches La Boulangère BLB | Brioches La Boulangère BLB |
| -------------------------- | -------------------------- | -------------------------- |
| Num                        | Coureur                    | Pos                        |
| 181                        | Didier Rous (FRA)          | 20e                        |
| 182                        | Walter Bénéteau (FRA)      | 59e                        |
| 183                        | Sylvain Chavanel (FRA)     | 37e                        |
| 184                        | Anthony Geslin (FRA)       | 114e                       |
| 185                        | Maryan Hary (FRA)          | 130e                       |
| 186                        | Damien Nazon (FRA)         | 129e                       |
| 187                        | Jérôme Pineau (FRA)        | 71e                        |
| 188                        | Franck Renier (FRA)        | 95e                        |
| 189                        | Thomas Voeckler (FRA)      | 119e                       |

| Gerolsteiner GST | Gerolsteiner GST       | Gerolsteiner GST |
| ---------------- | ---------------------- | ---------------- |
| Num              | Coureur                | Pos              |
| 191              | Davide Rebellin (ITA)  | AB-14            |
| 192              | Udo Bölts (GER)        | 61e              |
| 193              | René Haselbacher (AUT) | AB-14            |
| 194              | Uwe Peschel (GER)      | NP-20            |
| 195              | Olaf Pollack (GER)     | AB-7             |
| 196              | Michael Rich (GER)     | AB-7             |
| 197              | Torsten Schmidt (GER)  | AB-13            |
| 198              | Georg Totschnig (AUT)  | 12e              |
| 199              | Markus Zberg (SUI)     | 92e              |

| Alessio ALS | Alessio ALS                | Alessio ALS |
| ----------- | -------------------------- | ----------- |
| Num         | Coureur                    | Pos         |
| 201         | Laurent Dufaux (SUI)       | 21e         |
| 202         | Fabio Baldato (ITA)        | AB-6        |
| 203         | Alessandro Bertolini (ITA) | 146e        |
| 204         | Pietro Caucchioli (ITA)    | NP-13       |
| 205         | Raffaele Ferrara (ITA)     | AB-14       |
| 206         | Angelo Furlan (ITA)        | AB-9        |
| 207         | Vladimir Miholjević (CRO)  | 50e         |
| 208         | Andrea Noè (ITA)           | 74e         |
| 209         | Franco Pellizotti (ITA)    | 75e         |

| Jean Delatour DEL | Jean Delatour DEL         | Jean Delatour DEL |
| ----------------- | ------------------------- | ----------------- |
| Num               | Coureur                   | Pos               |
| 211               | Patrice Halgand (FRA)     | 40e               |
| 212               | Pierre Bourquenoud (SUI)  | AB-8              |
| 213               | Samuel Dumoulin (FRA)     | 141e              |
| 214               | Christophe Edaleine (FRA) | 131e              |
| 215               | Frédéric Finot (FRA)      | 137e              |
| 216               | Stéphane Goubert (FRA)    | 31e               |
| 217               | Yuriy Krivtsov (UKR)      | 85e               |
| 218               | Laurent Lefèvre (FRA)     | 65e               |
| 219               | Jean-Patrick Nazon (FRA)  | 135e              |